# 1325 en santé et médecine
| Années de la santé et de la médecine : 1322 - 1323 - 1324 - 1325 - 1326 - 1327 - 1328    |
| Décennies de la santé et de la médecine : 1290 - 1300 - 1310 - 1320 - 1330 - 1340 - 1350 |

Cet article présente les faits marquants de l'année 1325 en santé et médecine.

## Événements

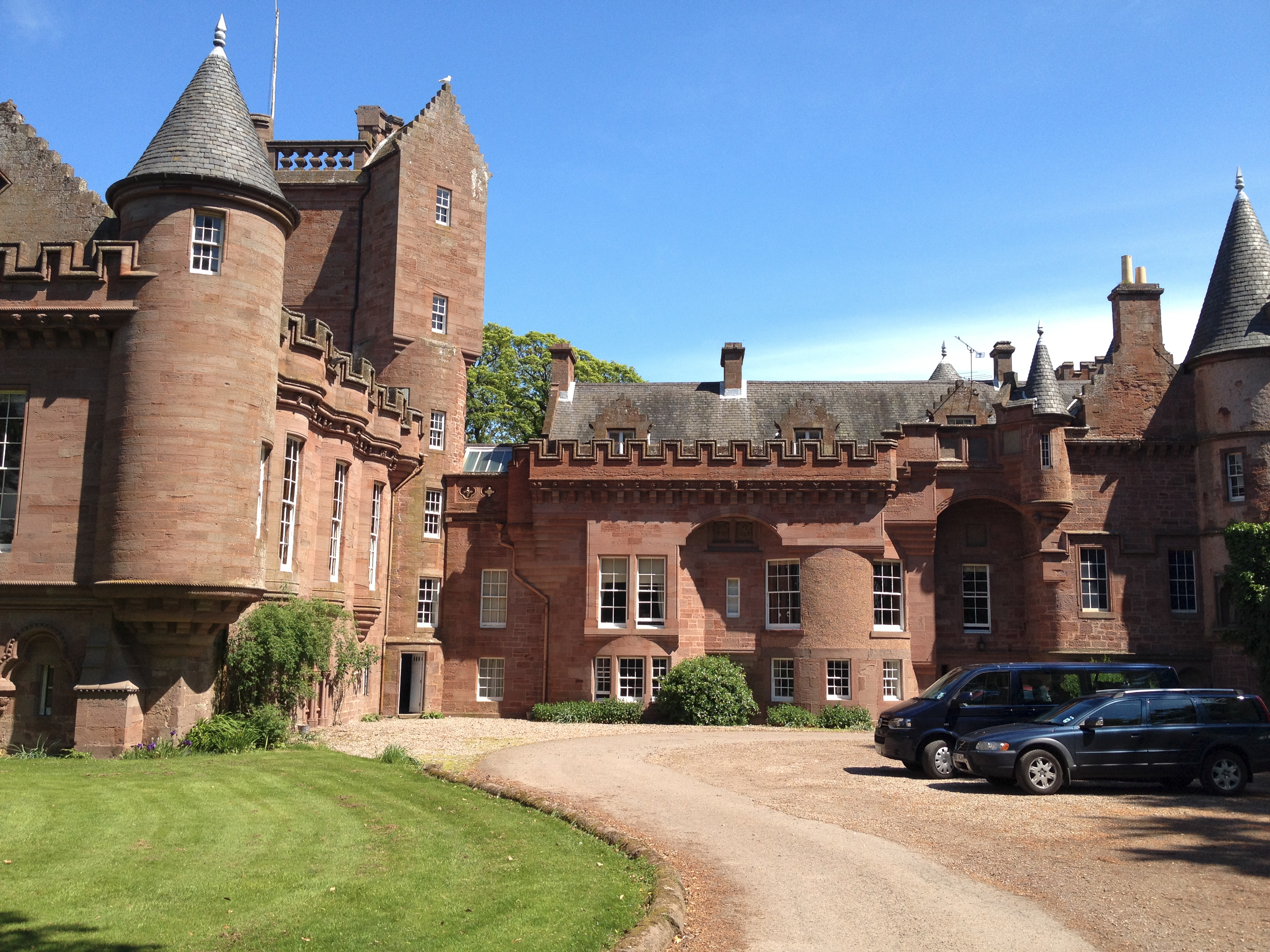
Arbroath
Hospitalfield House (XIXe siècle)
À l'emplacement de
St. John the Baptist

- Guy de Chauliac, chirurgien français, qui sera l'auteur en 1363 d'un très important traité de « grande chirurgie » (Chirurgia magna), obtient le titre de maître en médecine de la faculté de Montpellier[1].
- Une maison-Dieu est attestée à Barbezieux en Saintonge dans une charte accordée par le roi Charles le Bel, « simple salle du pireuré Notre-Dame affectée à l'hébergement des pauvres et des malades[2] ».
- Avant 1325 : l'existence du St. John the Baptist Hospital (en) (« hôpital Saint-Jean-Baptiste ») est attestée à Arbroath en Écosse[3].
- Vers 1325 : la léproserie de Moingt, près Montbrison, dans le Forez, est annexée à l'hôpital Sainte-Anne, « sans doute parce qu'il y a peu de malades ; la maladie commençant à diminuer d'intensité[4] ».
- 1325-1326 : fondation à Paris par Louis de Bourbon, comte de Clermont, de l'hôpital du Saint-Sépulcre[5] « pour l'accueil des pèlerins revenus de Terre Sainte et pour servir de lieu de réunion à l'archiconfrérie du Saint-Sépulcre[6] », mais dont l'abbé Desfontaines écrit qu'« on prétend qu'il ne fut ni doté ni bâti[7] ».
- 1325 ou 1342 : fondation du premier hôpital de Lubiana, en Slovénie[8].

## Décès
- 1325 ou 1327 : Luo Zhiti (né vers 1238), médecin chinois, maître de Zhu Zhenheng[9],[10].